# ワールド・ネバーランド 〜オルルド王国物語〜
『ワールド・ネバーランド 〜オルルド王国物語〜』（ワールド・ネバーランド オルルドおうこくものがたり）は1997年10月23日にリバーヒルソフトよりプレイステーション用ソフトとして発売されたリアルタイムシミュレーションゲームであり、『ワールド・ネバーランド』シリーズの第1作である。プレーヤーはファンタジー世界の中にある国家「オルルド王国」の住民となり、仕事や武道大会、恋愛、結婚などの要素、すなわち王国での人生を疑似体験する。また、世代交代で何世代にも亘ってプレイすることができる。
1999年7月15日にはネットワーク機能を追加したドリームキャスト用ソフト『ワールド・ネバーランド プラス 〜オルルド王国物語〜』が発売された。
2008年にはインターチャネル・ホロンよりWindows版の本作と続編の『ワールド・ネバーランド2 〜プルト共和国物語〜』、オンラインゲームの『ワールド・ネバーランド〜ゼーン大陸物語〜』（ゲーム利用権30日相当）をセットにした『ワールド・ネバーランド 10th Anniversary パック』が、fonfunより本作とプルト共和国物語をセットにしたPSP用ソフト『ワールド・ネバーランド 2in1 Portable オルルド王国物語&プルト共和国物語』が発売された。
Windows版は2010年よりDL-MARKETにてダウンロード販売されているほか、2017年にはメビウスよりパッケージ版が発売された。

## システム
『オルルド王国物語』では、プレイヤーは「オルルド王国」の一住民を操作する。それ以外の住民はすべてコンピュータによって操作されるノンプレイヤーキャラクターであり、各住民にはそれぞれ名前と顔グラフィックが与えられている。本作はリアルタイムシミュレーションであり、現実世界同様、朝昼晩の概念がある。視点は2D見下ろしであり、48のマップから構成されている。プレイヤーが行動することができるのはオルルド王国の中だけで、王国の外に出ることはできない。

### キャラクター
キャラクターには「疲労」や「ストレス」、「性格」、そして武術についてのパラメータがある。疲労とストレスが溜まると行動に悪影響が出るだけでなく、「病気」になることもある。性格はノンプレイヤーキャラクターの場合、普段の行動に影響を与える。例えば、「勤勉さ」が高ければ仕事熱心である、という具合である。性格は行動によって変化する。武術は「剣術（スピード）」「格闘術（スタミナ）」「魔術（スピリット）」の3つのパラメーターが相当する。この各流派はレベルで表記され、訓練によって経験値を得ることで伸ばすことができる。そして、レベルに応じて必殺技を習得することができる。各流派は三つ巴の関係になっており、絶対的に優位な武術は存在しない。
キャラクターには寿命があり、その寿命は30歳前後とされる。キャラクターが寿命以外の要因で死亡することはない。死期が近づくと「危篤」状態となり、自宅のベッドに強制的に移動させられる。危篤状態が1日続いた後、キャラクターは死亡する。プレーヤーキャラクターが死亡した場合はゲーム終了となる。

### 仕事と試合
本作では、仕事と武術が重要な要素となっている。オルルド王国では、農作物の栽培と収穫、運搬が仕事であり、仕事をすることで収入と「仕事ポイント」と呼ばれるポイントを得ることができる。武術は「試合」と呼ばれる武道大会のためのものである。試合は1対1で行われ、武術の流派を1つ選択し、その流派の必殺技を用いて一定時間の攻防を行う形式である。攻撃が決まるとポイントが加算され、より多くのポイントを得たものが勝者となる。

### アイテム
本作にはアイテムが存在し、市場などで購入することができる。アイテムは同時に1つだけ持ち歩くことができるが、疲労が溜まるとアイテムは持つことができなくなる。アイテムには疲労やストレスを回復したり、訓練効果を高めたりするもののほか、他人にプレゼントして相手を喜ばせるためのものもある。

### 交友関係と家族
本作には交友関係や恋愛、家族の要素がある。交友関係には知人と友人、恋人の3種類があり、知人は他人に一度話しかけることで、友人は知人に何度も話しかけることで、そして恋人は異性の恋人とデートする約束を取り付けることで成立する。他人と知人、友人そして恋人では言葉遣いが異なり、友人や恋人の方が親しみのある言葉遣いである。また、友人とは「練習」をすることができ、武術の経験値を得ることができる。親密になった恋人とは結婚することができる。結婚相手とは「子作り」を行うことで子供を作ることができる。子供は生まれてから1年をベッドの上で過ごし、1歳から6歳まで学校に通う。学校に通っている間、子供は「学校ポイント」と呼ばれるポイントを得る。6歳になると成人となる。この際、プレーヤー権の引き継ぎ、すなわち子供をプレーヤーキャラクターとして新たにプレイすることができる。これにより、何世代にも亘ったゲーム進行が可能になっている。
すべての住民には「自宅」が与えられる。ここは生活の拠点となる場所であり、疲労やストレスを回復することができる。また、「アイテム庫」と呼ばれる、アイテムを保管する箱が用意され、これは家族共用である。結婚相手や結婚していない自分の子供は自宅で同居することになる。

## 世界観
本作の舞台となるのは「ネバーランド」と呼ばれる世界である。その中にあるオルルド王国は龍・バグウェルによって護られており、人口は100人ほどの小規模な国家である。政治体制は立憲君主国であり、「オルグ制自由主義社会」と呼ばれる経済体制である。通貨単位はピイ
で、シズニと呼ばれる神が信仰の対象となっている。

### オルグ
王国には「オルグ」と呼ばれる組織が存在し、成人した住民はオルグに所属しなければならない。オルグとは、労働と武術のための組織であり、武術の流派ごとに分かれている。王国には「ピートオルグ」「バンオルグ」「ユリウスオルグ」「親衛隊（親衛隊オルグ）」という4つのオルグがあり、ピートオルグは剣術の、バンオルグは格闘術の、ユリウスオルグは魔術のオルグである。親衛隊は特殊なオルグであり、選ばれた一部の人間しか所属できない。
各住民には所属オルグとランクに応じた制服が与えられており、これによって所属などを知ることができる。親衛隊を除く各オルグは成人するとき、または移民として入国したときに選択することができる。オルグ員にはランク外からAランクまでのランクがあり、仕事ポイントをためたり、「オルグリーグ」と呼ばれるリーグ制の試合に勝利したりすることでランクが上がっていく。オルグのリーダーであるオルグ長は毎年30日のオルグ祭で行われる選挙で選出される。親衛隊にランクは存在せず、オルグリーグの代わりに「セシリア女王杯」というトーナメント制の大会に参加することになる。セシリア女王杯の優勝者は翌年の親衛隊長となる。王国では4年に1度、「ドラゴンドロップ杯」と呼ばれるAランクオルグ員によるトーナメント制の大会が開催され、優勝者はバグウェルと対戦することになる。この年はオルグリーグもセシリア女王杯も開催されない。
オルグでの仕事は農産物の栽培と収穫、他のオルグや市場への運搬である。ピートオルグでは「チアイ」という植物の栽培が、バンオルグでは「カイ」という生物の飼育が、ユリウスオルグではカイの角（「モトト」と呼ぶ）から作られる「ニッシィ」というアイテムの生産が、親衛隊では「イム」という動物の形態を経て植物へと成長する生物の栽培が行われている。各オルグの主生産物は市場へと運ばれ、副産物は他のオルグへと運ばれてそのオルグの農産物の生産に使われるという図式となっている。仕事はランクに応じたものが用意され、ランクが上がるとより高収入を得られる仕事ができるようになる。

### 学校
王国では1歳から6歳まで「ダニール学校」と呼ばれる学校に通うことになっている。ダニール学校以外の教育機関は存在しない。ダニール学校では毎日授業が行われており、出席した子供には学校ポイントが与えられるほか、毎年15日の収穫祭にはチアイレースと呼ばれる競走の行事があり、完走した子供にはお小遣いが与えられる。

### 暦
王国では1年を30日とする暦が用いられており、様々な行事が毎年同じ日に行われている。以下に主な行事を示す。
| 日にち | 行事                   | 内容                                                   |
| ------ | ---------------------- | ------------------------------------------------------ |
| 1日    | 新年祭                 | 各オルグでその年のオルグ員ランキングが発表される       |
| 2日    | 成人の儀式             | 6歳になった者が成人し、所属するオルグが発表される      |
| 5日    | 入学式                 | 1歳の者がダニール学校に入学する                        |
| 15日   | 収穫祭（チアイレース） | 学校に通う子供たちによる徒競走                         |
| 20日   | 星の日                 | 独身の男性と女性が「シズニの丘」に集まって交流を深める |
| 30日   | オルグ祭               | オルグ長選挙が行われる                                 |

## 開発
本作の開発はリバーヒルソフトの内部スタッフだけで行われた。当初は『ダービースタリオン』からの発想で、世代交代を行いながら勇者を目指すという企画であった。その後、『ウォークラフトII』にヒントを得てリアルタイム方式とすることとなり、システムが完成していくことになる。ゲーム中の音楽は70パーツからなる組曲となっており、曲の切り替え時にも切れ目を感じさせないつくりとなっている。また、パッケージなどのイラストには藤原カムイが起用されている。

## 評価
DC版はドリームキャストFANSOFTWARE IMPRESSIONでは7、6、6の19点。レビュアーは難しく考えずにプレイしたい人向けで通信で知らない人と交流できて楽しいとした一方、1度にみんなで王国でプレイしたかった、小さいキャラクターが多くてそれを覚えられずそのせいで仕方ないが会話の種類が少なく作業感がある、充実したプレイのために真面目な平凡な日常を送らざるをえないのが残念とした。

## ハードによる相違点
- DC版では、PS版とは異なり一部選べる台詞が追加されている。

- Win版では、台詞に加えてオートモードが追加された。

- PSP版はWin版の機能と共通である。